# Pentax K-3
K5-IIs
K5-II K3 II
Le Pentax K-3 est un appareil photographique reflex numérique de 24,35 mégapixels, mis sur le marché en 2013.
La coque de l'appareil est équipée de 92 joints de protection contre les intempéries. Le viseur est de type optique avec une couverture 100 % du champ.
Il a reçu le prix EISA (2014-2015).

## Évolutions par rapport au Pentax K5
Le Pentax K-3, annoncé le 8 octobre 2013, est une évolution majeure du navire amiral de la gamme reflex de Pentax. L'évolution touche beaucoup des compartiments techniques du boîtier et est accompagnée d'une évolution des objectifs de la marque, la gamme HD.
Le capteur passe de 16 à 24 Mpx, l'autofocus s'améliore en rapidité et en sélectivité en basse lumière, le stockage s'étend sur 2 emplacements SD et supporte la classe UHS-I, le mode vidéo atteint le 4K en Stop motion (animation image par image) et en full HD permet la capture en 60i ou 30p. En photo, la cadence des rafales monte à 8,3 i/s sur 23 RAW ou 60 JPEG.

## Capacités
Le K-3 devient une référence pour le créneau des reflex Expert.
- Visée via Pentaprisme : couverture 100 %, grossissement x0,95 (objectif 50 mm f/1.4)

Visée via Live View
- Mise au point : Dépoli interchangeable Natural Bright Matte III
- CMOS APS-C 23,5 x 15,6 mm de 24,71 Mpx, RAW 14 bits, sans filtre passe-bas (anti-aliasing)

Anti-aliasing par micro-vibration du capteur (2 niveaux). Cette fonction est débrayable.
- Processeur d'images : Prime III
- Définition : 6016 x 4000 pixels, format 3/2
- Vidéo encodage H.264 et MPEG-4
Full HD (1 920 x 1 080) 60i, 30p
HD (1 280 x 720) 60p

possibilité 4K (3 840 x 2 160) avec la fonction d'intervallomètre
- Enregistrement sonore : stéréophonique, niveau d'enregistrement ajustable

micro et haut-parleur intégrés monophoniques
prises pour micro stéréo externe et casque stéréo
- Stabilisation intégrée
- Module AF : SAFOX XI à détection de phases TTL 27 points dont 25 en croix, opérationnel de -3 à 18 EV (100 ISO)

En mode Live View, AF par détection de contraste.
- Plage de sensibilité : de 100 à 51 200 ISO
- Mesure de l'exposition : Mesure TTL capteur RVB 86000 points

Plage de mesure : -3 à 20 EV (à 100 ISO avec objectif 50 mm f/1.4)
Correction d'exposition ±5 EV par paliers de 1/3 ou 1/2
- Modes d’exposition : Auto (mode vert), Hyper Programme (P), Priorité Sensibilité (Sv), Priorité Vitesse (Tv), Priorité Ouverture (Av), Priorité Vitesse & Ouverture (TAv), Hyper Manuel (M), Bulk (B), Synchro flash (X) et 3 modes utilisateur (U1, U2, U3)
- Obturateur contrôlé électroniquement, rafale 8,3 i/s sur 23 Raw ou 60 jpeg

Auto 1/8000-30 s (en continu)
Manuel 1/8000-30 s par paliers de 1/3 ou 1/2 EV
Pose B
Synchro-X 1/180 s
- Flash d'appoint : P-TTL, NG 13 (ISO 100), couverture 28 mm (équivalent 24 x 36)
- Écran arrière de 3,2" (1 037 000 pixels)
- Écran LCD sur le capot rappelant les principaux paramètres de prises de vue (Vitesse, ouverture, sensibilité, nb de vue, activation flash, etc
- Stockage sur carte SDXC (2 emplacements) avec support de la classe UHS-I, au format JPEG et RAW (PEF et DNG)
- Retardateur : 12 s et 2 s
- Intervallomètre : de 2 s à 24 h, jusqu'à 2000 photos
- Monture KAF2 Digital (SDM)
- Tropicalisation
- Molette avant et arrière personnalisable selon le mode, boutons Raw/Fx et AF/AE-L personnalisables.